# Jardin en Asie
Le jardinage en Asie est originaire de Chine et de Perse (jardins de paradis), où l'horticulture ornementale a commencé, et d'où elle s'est ensuite propagée sur tout le reste du continent.

## Jardinage en Chine

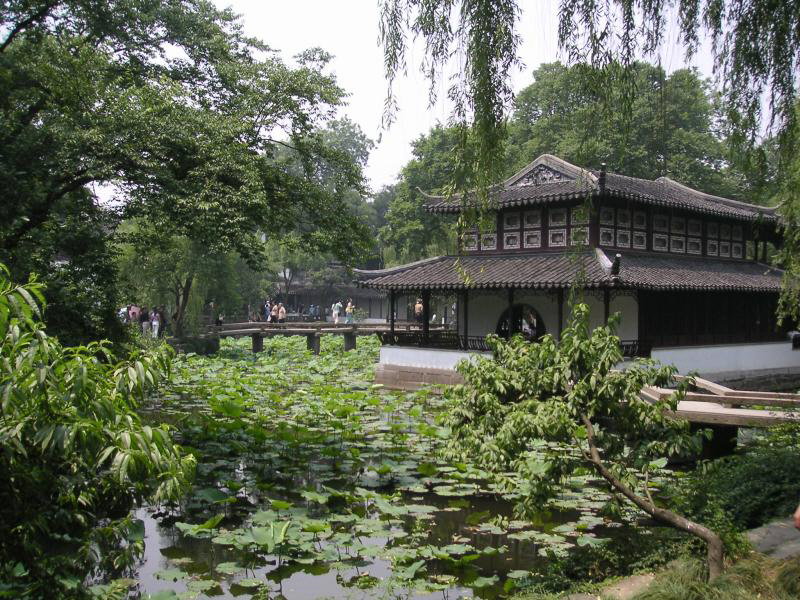
Le jardin de la politique des simples, Suzhou.

Les historiens ont de la peine à dater la naissance du jardinage en Chine. Cependant plusieurs textes font référence aux jardins du roi Wu de Zhou (XIe siècle av. J.-C.) dont la conception reposait déjà sur des bases philosophiques. La recherche de l'harmonie avec l'univers et le refus de la symétrie qui n'existe pas dans la nature sont l'âme du jardin chinois. Il constitue un abrégé du monde proposé à l'esprit et la montagne, même symbolisée par un unique rocher, est un élément toujours présent.
Les Wei du Nord firent de leur capitale un résumé du monde avec ses palais, ses temples, de vastes jardins, des enclos de plantes médicinales et des parcs zoologiques. Enfin sous les Han de nombreux parcs impériaux très architecturés furent créés, ainsi en 104 av. J.-C. débute la création du parc Bechaï souvent modifié et agrandi depuis[réf. nécessaire]. Les palais de la dynastie Han (-206 à 220 apr. J.-C.) sont entourés de vastes jardins et parcs.
Le jardinage ne connaît cependant son vrai essor que lorsque des résidences rurales et des jardins de villes ont été créés. La maison chinoise se compose d'une succession de bâtiments séparés par des cours et des jardins. Les jardins doivent multiplier les vues, les points de contemplation avec des belvédères et des pavillons. Plus tard, sous les Tang et les Song, la mode sera aux jardins paysagers à allusion conceptuelle, puis les paysagistes Ming bâtiront les théories sophistes sur l'art de créer des jardins.
Contrairement à l'évolution occidentale du jardinage, qui prône des jardins aux allures artificielles, où l'empreinte de la main humaine est visible, en Chine, l'aspect naturel est très important. Les concepteurs s'inspirent de paysages qu'ils tentent de reproduire et d'améliorer. La croissance doit être luxuriante, l'aspect doit être plaisant, on y cherche de la solitude, du repos, de l'apaisement. Ce dernier est fourni par une diversité surprenante de plantes en particulier de fleurs et d'ornements. Les jardins sont généralement fournis d'un plan d'eau ou d'un ruisseau, où poussent des plantes aquatiques. On tente aussi d'y reproduire à petite échelle des vallées et chaînes de montagnes. Le principe de rocaille est très probablement originaire de Chine.

## Jardin en Perse

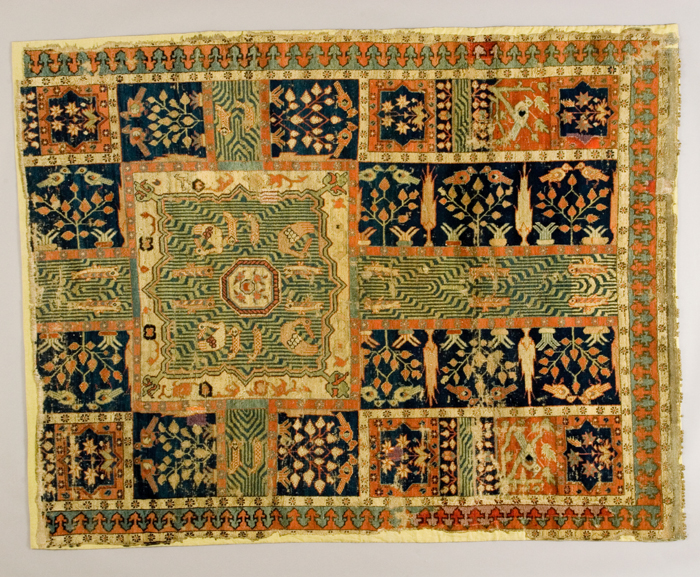
Tapis jardin représentant un chahar bagh,.

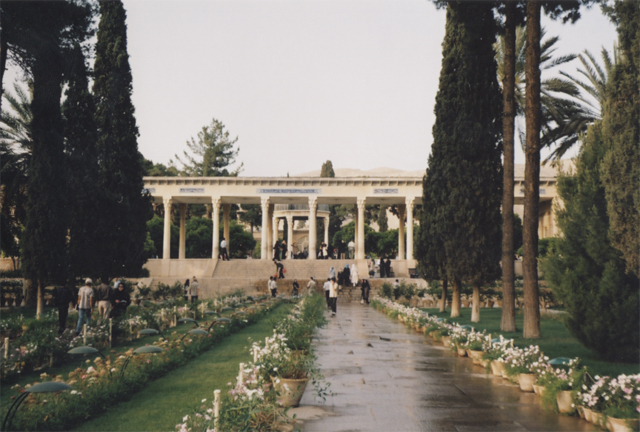
Jardin Hafezieh, Chiraz, Iran.

La dénomination « jardins persans » fait référence à une tradition et à un style de conception de jardins qui a ses origines en Perse (actuellement l'Iran). De tels jardins étaient traditionnellement clos et le mot persan (en langue avestique) pour « espace fermé » était pairi-daeza, qui s'est transmis dans la mythologie judéo-chrétienne sous le nom de paradis, ou de jardin d'Éden.

## Jardin Moghol

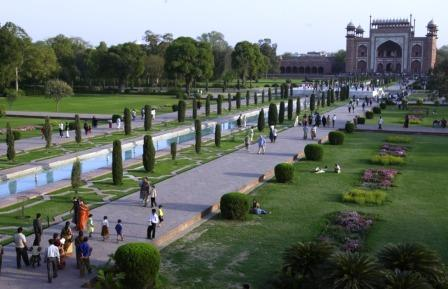
Les jardins moghols du Taj Mahal.

## Jardinage en Inde
Les jardins en Inde sont des parcs fleuris plantés d'arbres parcourus de rivières et de bassins fleuris de lotus. Bouddha résidait avec ses fidèles dans un des deux parcs que ses admirateurs lui avaient offerts, le Vélouvana et le Yetanova. Après leur arrivée dans la région de Bombay, les Parsis, Mazdéens qui, par refus de s'islamiser, ont fui la Mésopotamie, créent les jardins à grand miroir d'eau central. Baber, descendant de Tamerlan, chassé de Samarkand puis de l'Inde, fonde la dynastie des Grands Mogols. L'Inde est lieu de brassage des cultures : le miroir d'eau devient canal central ou rivière mère de l'hindouisme et Bagh er Eram avec son lac central est d'influence chinoise.

## Jardinage au Japon

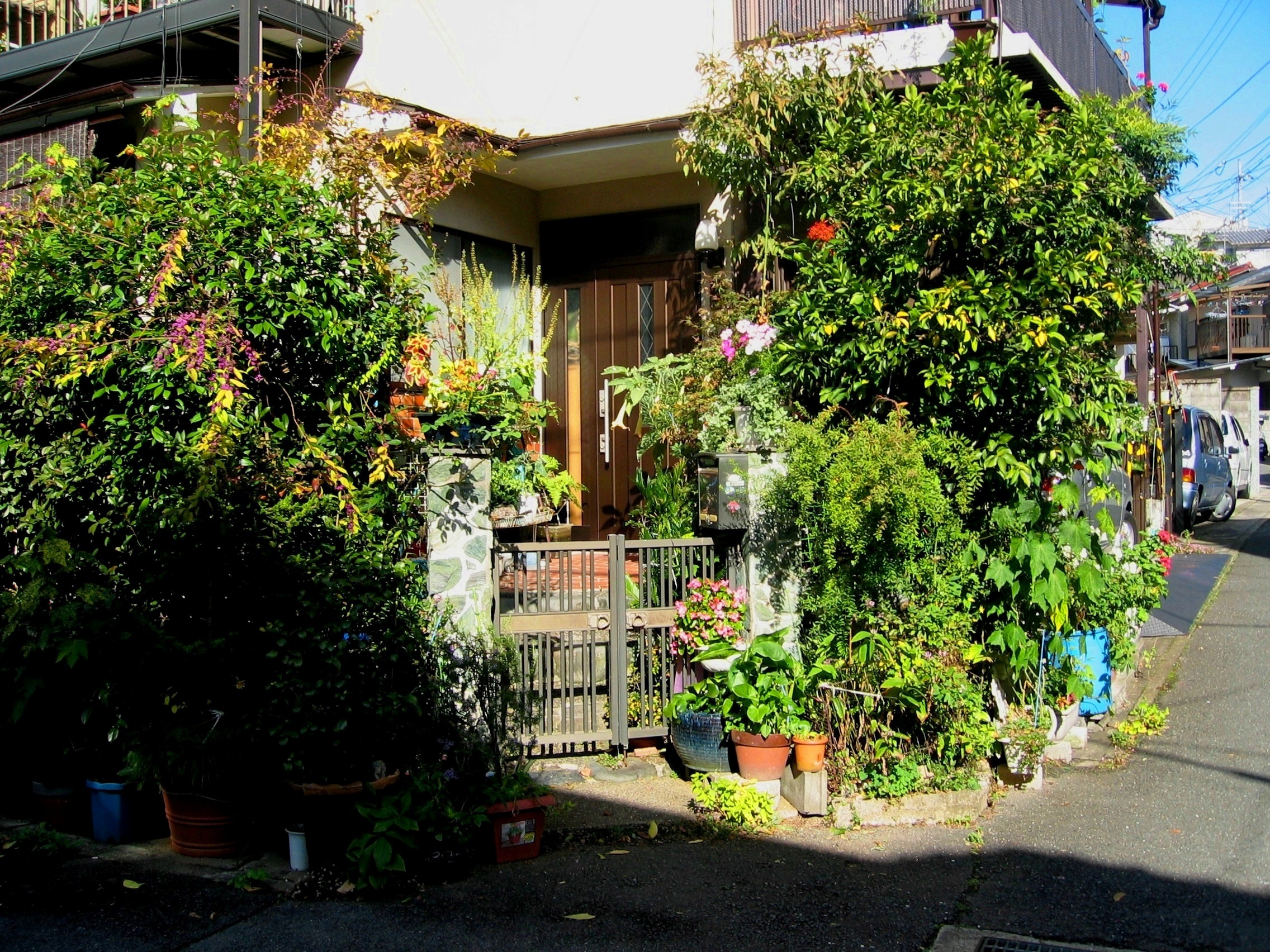
Entrée privée au Japon.

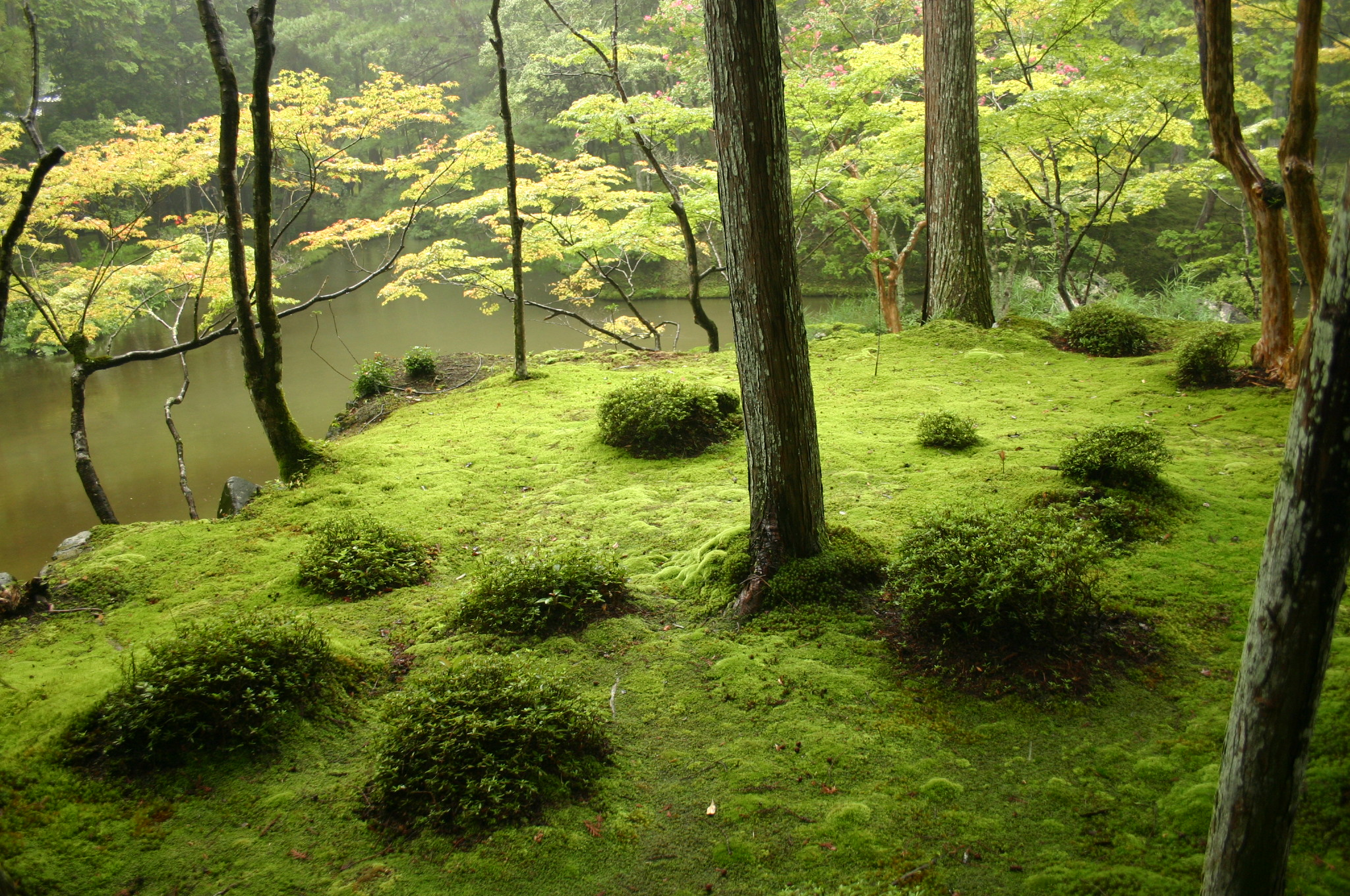
Jardin de mousse du temple Saihō-ji, près de Kyōto (Patrimoine mondial de l'UNESCO).

Le Jardinage du Japon découle de la culture chinoise qui lui a été amenée petit à petit à la suite des invasions de la Corée par les dynasties Sui (581-618) et Tang (618-907). Il subit de grandes transformations et devient bien plus abstrait que son grand frère chinois. Ainsi sont nées des applications originales du jardinage : des parterres uniquement composés de cailloux, de roches et de sable, qui sont arrangés d'une manière très étudiée, les bonsaï et d'autres éléments, dont beaucoup sont issus de la philosophie zen.

### Sources et liens
- History of Agricultural and Horticultural Technology in Asia
- site sur les jardins persans (FR)